# 木村幸吉
木村 幸吉（きむら こうきち　1915年 - 1945年）は、日本の元アマチュア野球選手。愛知県出身。

## 来歴・人物
愛知一中（現・愛知県立旭丘高等学校）から1935年に早稲田大学に進み、野球をプレーした。ポジションは左翼手だったと伝わる。
早大卒業後応召され、1945年（正確な死没月日は不明）にフィリピンで戦死した。享年30。
東京ドーム内の野球殿堂博物館にある戦没野球人モニュメントに、彼の名が刻まれている。